# IRIS Kharg
IRIS Kharg (în persană خارگ) a fost un petrolier de reaprovizionare a flotei din clasa Ol modificat al Marinei Republicii Islamice Iran, numit după Insula Kharg. Construit de Swan Hunter în Regatul Unit și lansat în 1977, a fost livrat Iranului în 1984. Kharg a fost cea mai mare navă iraniană bazată pe tonaj până la lansarea Makran la începutul anului 2021.
La 2 iunie 2021, Kharg a luat foc și s-a scufundat lângă orașul iranian Jask și strâmtoarea Ormuz din Golful Oman.